# Clathrinida
Clathrinida Hartman, 1958 è un ordine di spugne marine della classe Calcarea (o Calcispongiae).

## Descrizione
I membri di quest'ordine sono provvisti di scheletri calcarei. Questi organismi hanno una struttura di tipo ascon e non possiedono una vera e propria membrana cutanea.

## Tassonomia
Comprende le seguenti famiglie:
- Clathrinidae Minchin, 1900
- Leucaltidae Dendy et Row, 1913
- Leucascidae Dendy, 1892
- Leucettidae de Laubenfels, 1936
- Levinellidae Borojevic et Boury-Esnault, 1986
- Soleneiscidae Borojevic, Boury-Esnault, Manuel et Vacelet, 2002
- incertae sedis
  - Leucomalthe Haeckel, 1872